# Langue sans genre
 (octobre 2019).
Si vous disposez d'ouvrages ou d'articles de référence ou si vous connaissez des sites web de qualité traitant du thème abordé ici, merci de compléter l'article en donnant les références utiles à sa vérifiabilité et en les liant à la section « Notes et références ».
Ne doit pas être confondu avec Langage épicène.
Une langue sans genre est une langue naturelle ou construite qui ne possède pas de distinction de genre grammatical. De  fait, elle n'exige pas d'accord morphologique  en genre entre catégories.

## Exemples de langues sans genre
- langues indo-européennes indépendantes (p. ex., arménien, bengali, persan et le dialecte sorani du kurde central)
- toutes les langues ouraliennes (p. ex., hongrois, finnois et estonien)
- toutes les langues turciques modernes (p. ex., turc, turkmène, tatar et kazakh)
- toutes les langues austronésiennes (p. ex., les langues polynésiennes et tagalog)
- toutes les langues dravidiennes (p. ex., kannada et tamoul)
- toutes les langues kartvéliennes (y compris géorgien)
- la plupart des langues d’Asie de l’Est (p. ex., vietnamien, chinois, japonais et coréen)